# Huajacatlán
Huajacatlán är en ort i Mexiko.   Den ligger i kommunen Hostotipaquillo och delstaten Jalisco, i den centrala delen av landet, 500 km väster om huvudstaden Mexico City. Huajacatlán ligger 1 339 meter över havet och antalet invånare är 152.
Terrängen runt Huajacatlán är kuperad åt sydväst, men åt nordost är den bergig. Runt Huajacatlán är det glesbefolkat, med 10 invånare per kvadratkilometer. Närmaste större samhälle är Hostotipaquillo, 10,4 km väster om Huajacatlán. I omgivningarna runt Huajacatlán växer huvudsakligen savannskog.